# Лом (Калязинский район)
Лом — опустевшая деревня в Калязинском районе Тверской области. Входит в состав Алфёровского сельского поселения.

## География
Находится в юго-восточной части Тверской области на расстоянии приблизительно 9 км на юго-восток по прямой от районного центра города Калязин.

## История
Была отмечена на карте 1825 года. В 1859 году здесь (тогда деревня Калязинского уезда Тверской губернии) было учтено 17 дворов, в 1941 — 34, в 1978 —14 .

## Население
Численность населения: 158 человек (1859 год), 0 как в 2002 году, так и в 2010.